# Saison 4 de Devious Maids
Chronologie
Saison 3
Cet article présente les dix épisodes de la quatrième et dernière saison de la série télévisée américaine Devious Maids.

## Distribution

### Acteurs principaux
- Ana Ortiz (VF : Véronique Alycia) : Marisol Suarez
- Dania Ramirez (VF : Ethel Houbiers) : Rosie Falta
- Roselyn Sánchez (VF : Laëtitia Lefebvre) : Carmen Luna
- Judy Reyes (VF : Julie Turin) : Zoila Diaz
- Rebecca Wisocky (VF : Véronique Borgias) : Evelyn Powell
- Tom Irwin (VF : Pierre-François Pistorio) : Adrian Powell
- Grant Show (VF : Thierry Ragueneau) : Spence Westmore
- Nathan Owens (VF : Eilias Changuel) : Jesse Morgan[1]
- Sol Rodríguez (VF : Alexia Papineschi) : Daniela Mercado[2]
- Susan Lucci (VF : Blanche Ravalec) : Genevieve Delatour

### Acteurs récurrents
- Julie Claire (en) (VF : Rafaèle Moutier) : Gail Fleming[1]
- James Denton (VF : Arnaud Arbessier) : Peter[2]
- Ryan McPartlin (VF : Stéphane Pouplard) : Kyle[3]
- Carlos Ponce (VF : Sylvain Agaësse) : Ben[4]
- Christopher Hanke (en) (VF : Jérôme Berthoud) : Fabian[5]
- Katherine LaNasa (VF : Laurence Dourlens) : Shannon Greene
- Stephanie Faracy (VF : Françoise Pavy) : Frances
- Sean Blakemore (VF : Frantz Confiac) : Révérend James Hamilton
- Kate Beahan (VF : Pauline Moingeon Vallès) : Fiona Gladhart
- Sam McMurray (VF : Patrick Préjean) : Hugh Metzger
- Owen Harn (VF : Bruno Magne) : Stewart Permann / "Tête de tueur"

### Invités
- Eva Longoria (VF : Odile Schmitt) : Eva Longoria[2] (épisode 1)
- Sharon Lawrence (VF : Céline Monsarrat) : Lori (épisode 10)
- Jermaine Rivers (VF : Raphael Cohen) : Officier Carter

## Liste des épisodes

### Épisode 1:Linge sale en famille
- États-Unis : 6 juin 2016 sur Lifetime[6]
- France :
  - 20 novembre 2016 sur Téva[7]
  - 2 janvier 2017 sur M6

- États-Unis : 1,08 million de téléspectateurs[8] (première diffusion)

Dans le dernier épisode de la saison 3, la maison des Powell a explosé, et Geneviève avait entre ses mains l'avenir de Zoila et de son bébé.
Marisol adapte son livre en film. Eva Longora incarnait la bonne qui est morte lors de la saison 1. Ça sera sa seule apparition car décidé de partir du tournage en faisant allusion à Desperate housewifes.
Rosie travaille pour Genevive mais cette dernière confie à Zoila qu'elle ne la supporte pas. 
Cet épisode se concentre (ainsi que toute la saison) sur Spence Westmore et Rosie. Spence ne se souvient plus de Rosie et Peri refait son apparition.
Zoila quitte la maison de Genevieve car elle en veut à cette dernière d'avoir sacrifié son bébé à sa place. Elle s'installe dans l'ancienne maison de Taylor et Michael. 
Daniela la cousine de Carmen qui est en réalité sa fille arrive.
Adrian est finalement encore vivant mais est handicapé moteur. Evelyne attend avec impatience sa guérison pour qu'elle puisse enfin divorcer.
Rosie tente de raviver les souvenirs de Spence avec l'aide de Jesse (qui n'a pas quitté la ville après avoir quitté Marisol).
Lors d'une soirée il se souvient, lors d'une chute, de tous les moments passés avec Rosie et découvre que Peri lui a menti, il boit et s'énerve contre elle devant tous les convives. Le lendemain matin, il se réveille aux côtés de Peri assassinée. 

### Épisode 2:Persona non grata
- États-Unis : 13 juin 2016 sur Lifetime
- France :
  - 20 novembre 2016 sur Téva
  - 2 janvier 2017 sur M6

- États-Unis : 1,068 million de téléspectateurs[9] (première diffusion)

Rosie a reçu des messages de Spence lui disant qu'il se souvenait de tout. Elle partage sa joie avec Geneviève (qui porte des boucles d'oreilles de nuit). 
La fille de Carmen découvre qu'Adrian marche. Il lui demande de garder le secret. Mais elle ne peut s'empecher de partager la nouvelle avec Carmen. Adrian l'a engagé contre son silence : Daniele reste donc vivre dans la même ville que sa mère. 

### Épisode 3:Triangle amoureux
- États-Unis : 20 juin 2016 sur Lifetime
- France :
  - 27 novembre 2016 sur Téva
  - 2 janvier 2017 sur M6

- États-Unis : 816 000 téléspectateurs[10] (première diffusion)

### Épisode 4:Blind Date
- États-Unis : 27 juin 2016 sur Lifetime
- France :
  - 27 novembre 2016 sur Téva
  - 3 janvier 2017 sur M6

- États-Unis : 958 000 téléspectateurs[11] (première diffusion)

### Épisode 5:Le Cercle
- États-Unis : 4 juillet 2016 sur Lifetime
- France :
  - 4 décembre 2016 sur Téva
  - 3 janvier 2017 sur M6

- États-Unis : 943 000 téléspectateurs[12] (première diffusion)

### Épisode 6:La Bonne, la Brute et le Truand
- États-Unis : 11 juillet 2016 sur Lifetime
- France :
  - 4 décembre 2016 sur Téva
  - 4 janvier 2017 sur M6

- États-Unis : 1,032 million de téléspectateurs[13] (première diffusion)

### Épisode 7:Un seul être vous manque...
- États-Unis : 18 juillet 2016 sur Lifetime
- France :
  - 11 décembre 2016 sur Téva
  - 4 janvier 2017 sur M6

- États-Unis : 818 000 téléspectateurs[14] (première diffusion)

### Épisode 8:Une tempête au paradis
- États-Unis : 25 juillet 2016 sur Lifetime
- France :
  - 11 décembre 2016 sur Téva
  - 5 janvier 2017 sur M6

- États-Unis : 871 000 téléspectateurs[15] (première diffusion)

### Épisode 9:Mariage impromptu
- États-Unis : 1er août 2016 sur Lifetime
- France :
  - 18 décembre 2016 sur Téva
  - 5 janvier 2017 sur M6

- États-Unis : 784 000 téléspectateurs[16] (première diffusion)